# Optical Center
Optical Center est une entreprise française spécialisée dans l'optique et l'audition.
Elle propose notamment la distribution de lunettes de vue, lunettes de soleil, lentilles de contact et audioprothèses.
Créée en 1991 par Laurent Lévy  et dont il est le seul actionnaire,, Optical Center est la première enseigne en optique et audition en France à travers plus de 750 magasins et classée en 2022 à la 10e place mondiale des groupes d’optique. 
Son Président, Laurent Lévy, installé en Israël depuis 2005 était la 378e fortune de France par le magazine Challenges et 26e d'Israël par le journal Haaretz. En 2023, il est la 411e fortune de France. 
L'enseigne est présente à Paris, Genève, Londres, Jérusalem Luxembourg, Bruxelles, Valencia ou Montréal.
L'entreprise connaît une série d'affaires judiciaires.

## Histoire

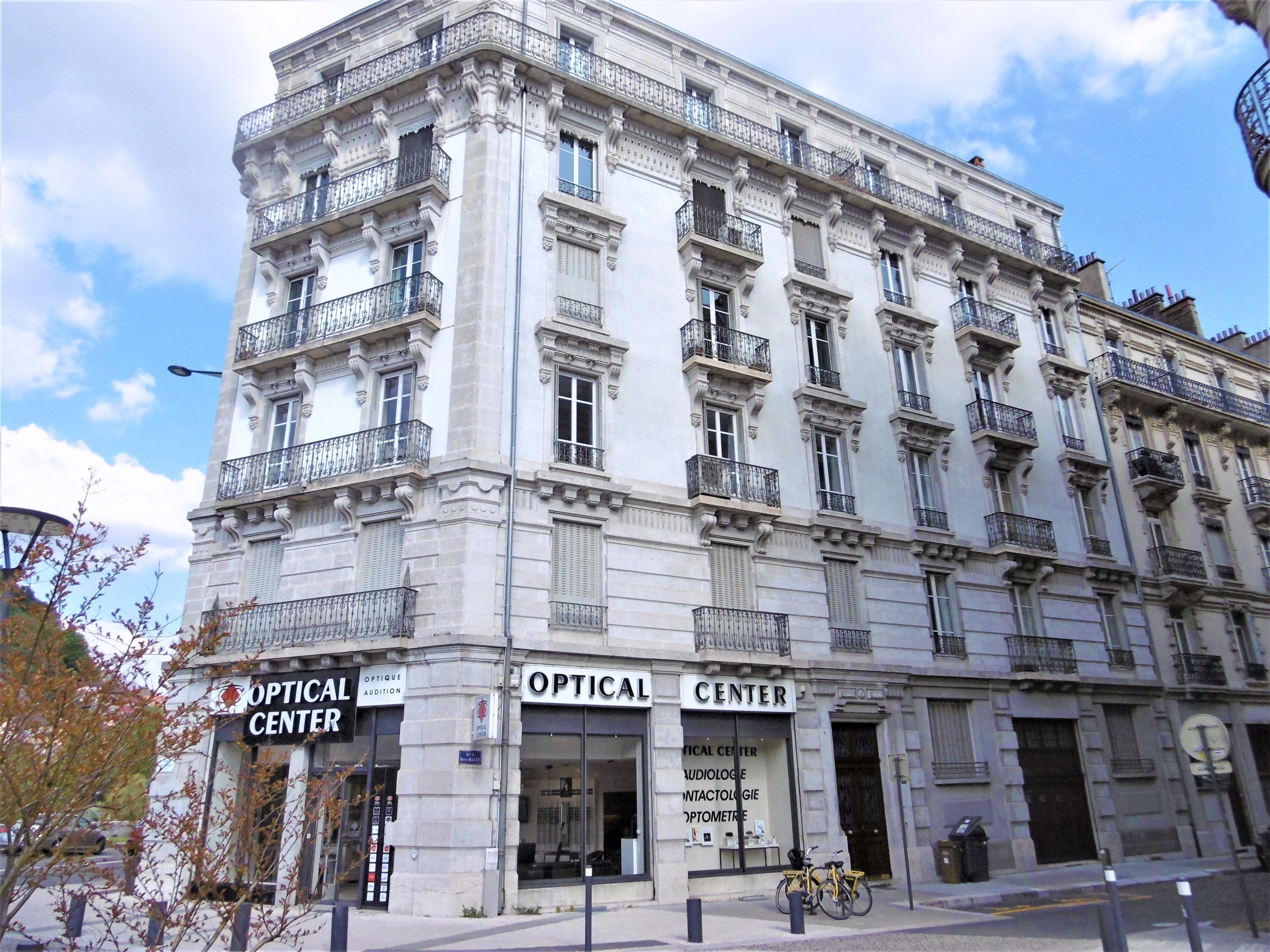
Un magasin de l'enseigne à Grenoble

Laurent Lévy, né le 7 octobre 1966 à Neuilly-sur-Seine, obtient le diplôme d’opticien-lunetier en 1989. Deux ans plus tard, il ouvre le premier magasin Optical Center à Boulogne-Billancourt dans les Hauts-de-Seine.
En 1997, la première franchise est inaugurée à Rouen. Le mode de recrutement des franchisés se fait exclusivement en interne, après un passage de 2 à 3 ans en succursales.
En 2016, l’entreprise lance la première clinique de chirurgie réfractive Optical Center établie à Lyon.
En juin 2017, le réseau Optical Center possède plus de 500 magasins en France et à l'international. Elle est la 3e enseigne d’optique en France.
En 2020, l'entreprise lance 57 véhicules pour réaliser, in situ, des examens de vue et bilans auditifs gratuits sur l'ensemble du territoire français.
En 2022, Optical Center compte plus de 700 magasins dont plus d'une cinquantaine à l'international et 5500 collaborateurs.
Le 17 janvier 2023, Optical Center lance un projet Métavers, une innovation dans le secteur du commerce de l'optique et de l'audition en ligne.
En 2024, elle possède plus de 750 magasins dans 8 pays pour 4,5 millions de clients avec plus de 5 000 collaborateurs, possède une clinique de chirurgie réfractive et plus 100 véhicules d'examens de vue.

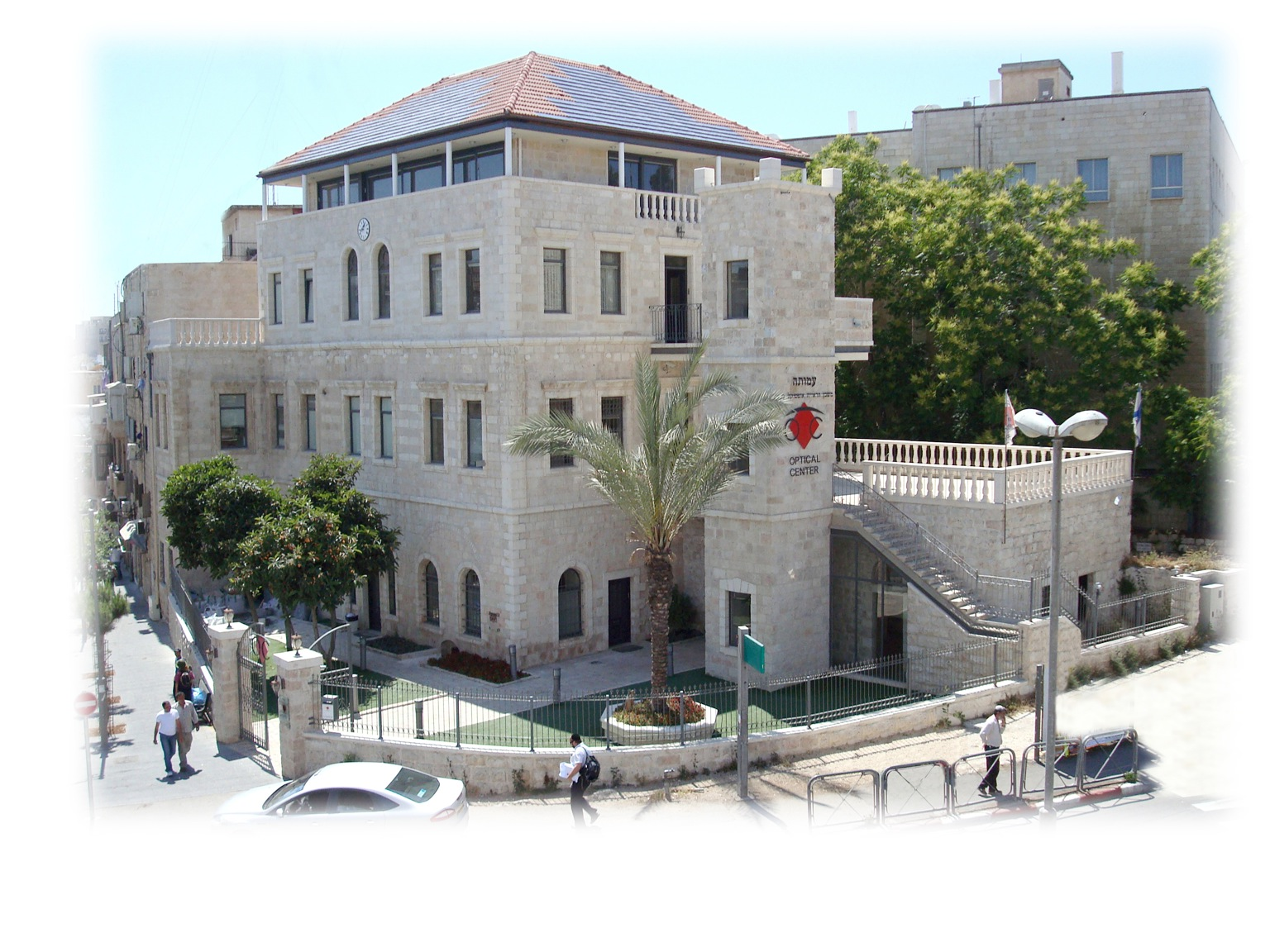
Fondation Optical Center à Jérusalem

## Affaires judiciaires

### Concernant des franchisés
Plusieurs franchisés de l’entreprise ont été condamnés devant les tribunaux :
- En 2007[17],[18], à la suite d'une action d'Alain Afflelou et de cinq opticiens de la région, condamnation à Vannes pour distribution d'offres promotionnelles valable toute l'année entre 2003 et 2004. Laurent Levy est condamné à 20 000 euros d’amende et 3 mois de prison avec sursis[18].

- Garrido Optical a été condamné à Perpignan pour publicité mensongère[19]. Optical Center, comme toutes les autres parties civiles, a été indemnisée[19].

### Concernant l'enseigne

#### Non protection des données clients
La CNIL a condamné en 2015 Optical Center à 50 000 € d'amende pour absence de « mesures permettant d'assurer la sécurité et la confidentialité des données de ses clients » et « non conformité des contrats avec un prestataire sur les obligations de ce dernier en matière de protection de la sécurité et de la confidentialité des données des clients »,.
L'enseigne s'est mise en conformité à la suite de cette décision mais pas suffisamment puisque la CNIL condamne de nouveau en 2018 l'enseigne pour ne pas avoir protégé suffisamment les données personnelles de ses clients sur son site internet. La nouvelle sanction se monte à 250 000 euros.

#### Rabais fictifs
Le 13 décembre 2016 la cour d'appel de Paris a enjoint à la SAS Optical Center de « cesser les pratiques illicites consistant à proposer des rabais fictifs sur les produits d’optique, d’audioprothèse et accessoires au moyen de campagnes publicitaires qui se chevauchent dans le temps de sorte que les prix de référence affichés en magasin ne sont jamais pratiqués, sous astreinte de 250 000 euros par campagne en cours commençant à courir dans les deux mois de la signification de la décision, se réservant la liquidation de l’astreinte ».

#### Soupçons de fraude fiscale en bande organisée en 2021
Après un signalement de Tracfin, le service anti-blanchiment du ministère de l'Économie, une enquête a été ouverte en octobre 2021 pour "fraude fiscale en bande organisée", "blanchiment de fraude fiscale" et "abus de biens ou de crédits par un dirigeant à des fins personnelles". Le 16 mars 2023, des perquisitions sont menées au siège parisien, et sept personnes placées en garde à vue par les policiers de l'Office central de lutte contre les infractions financières et fiscales (Oclciff).

#### Procès d'Optical center contre d'autres opticiens
En juin 2002, 35 opticiens de la région lyonnaise sont condamnés après avoir exercé des pressions sur Optical Center et ses fournisseurs en raison des offres à prix bas proposées par l'enseigne. Le Conseil de la Concurrence saisi par le Ministre de l'Économie a condamné les opticiens et ordonné la publication d'une partie de la décision dans le quotidien régional Le Progrès et dans la revue spécialisée Vente Optique,.
Optical Center a poursuivi plusieurs de ses concurrents pour concurrence déloyale et fraude aux mutuelles, et a notamment remporté en 2009 un procès contre l’enseigne Alain Afflelou,.

#### Blanchiment
La justice soupçonne en octobre 2023 Laurent Lévy, le patron d'Optical Center, d’avoir détourné plus de 60 millions d’euros par an entre 2018 et 2022 au détriment de l'entreprise afin de s’enrichir personnellement. La fraude aurait fait perdre 85 millions d’euros aux finances publiques françaises.